# イリーナ・ソロウィオワ
イリーナ・ソロウィオワ（ロシア語: Ирина Баяновна Соловьева、1937年9月6日 - ）はソ連の女性宇宙飛行士。1962年に選ばれた女性グループ5人の内の一人。
彼女は宇宙に行くことはなかったが、女性が初めて宇宙へ行った1963年6月のボストーク6号ミッションではワレンチナ・テレシコワのバックアップに選ばれていた。
またボスホート5号のミッションに選ばれており、女性初の宇宙遊泳を行うはずであったが、ボスホート計画はボスホート2号まででキャンセルとなる。なお女性初の宇宙遊泳は1984年のスベトラーナ・サビツカヤによって達成された。10月1日に宇宙飛行士を引退。
宇宙飛行士に選抜される前、彼女はソ連ナショナルパラシュートチームの世界チャンピオンメンバーだった。